# Kurt Felix (Leichtathlet)

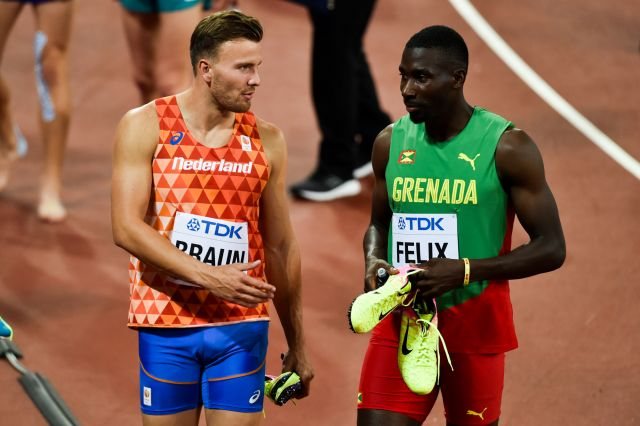
Kurt Felix (r.) bei den Weltmeisterschaften 2017

Kurt Felix (Kurt Anthony Felix; * 4. Juli 1988 in St. George’s) ist ein grenadischer Zehnkämpfer.
2010 wurde er Elfter bei den Commonwealth Games in Neu-Delhi.
Bei den Olympischen Spielen 2012 in London und bei den Weltmeisterschaften 2013 in Moskau beendete er den Wettkampf nicht.
2014 gewann er Bronze bei den Commonwealth Games in Glasgow, und 2015 holte er Silber bei den Panamerikanischen Spielen in Toronto und wurde Achter bei den Weltmeisterschaften in Peking.
2016 belegte er bei den Hallenweltmeisterschaften in Portland mit 5986 Punkten den sechsten Platz im Siebenkampf und bei den Olympischen Spielen in Rio de Janeiro mit 8323 Punkten den neunten Platz im Zehnkampf.
Sein jüngerer Bruder Lindon Victor ist ebenfalls Zehnkämpfer und hält mit 8539 den grenadischen Rekord in dieser Disziplin.

## Persönliche Bestleistungen
- Zehnkampf: 8509 Punkte, 25. Juni 2017, Ratingen
- Siebenkampf (Halle): 5986 Punkte, 19. März 2016, Portland (grenadischer Rekord)